# Roman Mstislavitch
Roman Mstislavitch, (en russe et ukrainien : Роман Мстиславич, et en polonais : Roman Mścisławowicz), dit également Roman le Grand  (en russe et en ukrainien : Роман Вели́кий), Roman II de Kiev ou encore Roman Ier de Galicie (en polonais : Roman I halicki), est un prince ruthène de la dynastie des Riourikides (né vers 1150 et mort le 19 juin 1205 à Zawichost), fondateur du royaume de Galicie-Volhynie. Il régna sur Kiev de 1201 à 1202, puis en 1204.
Fils aîné de Mstislav II Chobry et d'Agnès de Pologne, il estprince de Novgorod de 1168 à 1170, puis prince de Volhynie de 1170 à 1205 qu'il unit en 1198 avec la Principauté de Galicie.
Au début du XIIIe siècle, le titre impérial byzantin d'« autokrator » (en grec : αύτοκράτωρ) lui est attribué par les chroniques (sans savoir s'il en assuma le rôle officiel). Fameux guerrier et réputé comme sage et puissant, Roman est aussi un habile homme politiquer qui freine les appétits polonais et hongrois. Surnommé également « prince de toute la Rus' », Il reste surtout dans les mémoires pour être le fondateur de l'État de Galicie-Volhynie en 1199, en unissant la Volhynie et la Galicie. Il domine alors toute la Rus' de l'ouest et fonde la dynastie des « Romanovitch », qui régnera sur la Galicie-Volhynie jusqu'en 1348.

## Biographie

### Débuts à Novgorod

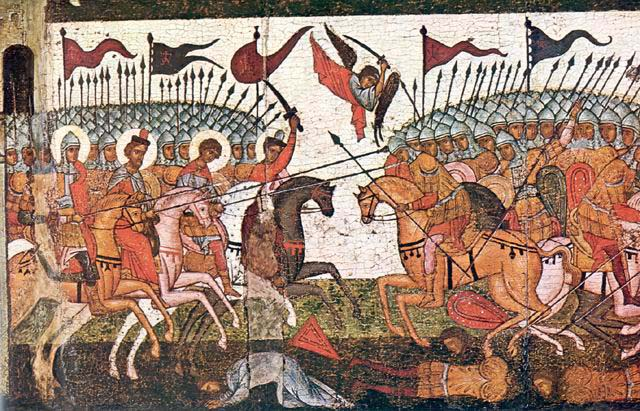
Bataille de Novgorod et de Souzdal en 1170 (fragment d'une icône de 1460).

Les récits divergent sur l'enfance et les débuts politiques de Roman Mstislavitch. Il a peut-être selon certaines sources été nommé Roman en l'honneur du prince de Smolensk Roman Ier (qui aurait pu également être son parrain), le fils du grand prince de Kiev Rostislav Ier (le grand-oncle de Roman Mstislavitch). Le chroniqueur polonais Vincent Kadlubek affirme que Roman aurait été élevé durant son enfance à la cour du roi de Pologne Casimir II le Juste. Cependant, cette version reste contestée par les historiens contemporains (notamment chronologiquement).
De 1168 à 1170, il règne tout d'abord sur la ville de Novgorod, envoyé là-bas par son père Mstislav II Chobry pour régner sur la ville à partir du 14 avril 1168, après la fuite du prince Sviatoslav IV Rostislavich. Durant son règne dans le nord-est, il soumet la tribu des Yotvingiens, y exploitant les captifs à la place des bœufs pour tirer les charrues sur ses terres, et commence à consolider son pouvoir.
Mais les alliances et conspirations pour reprendre le pouvoir à Novgorod, par André Ier Bogolioubski et les princes de Smolensk (les frères de Sviatoslav IV), continuent ensuite durant son règne.
À la mort de Mstislav II Chobry en août 1170, Roman est déposé par André Ier Bogolioubski qui transmet le trône de Novgorod à un cousin, Rurik II.

### Installation du pouvoir en Volhynie et en Galicie
De 1170 à 1199, il gouverne la Volhynie qu’il avait reçue en héritage de son père (qui à sa mort répartit ses terres entre tous ses fils).
Après la mort du prince de Galicie Iaroslav Ier Osmomysl le 1er octobre 1187, des troubles commencent dans la principauté (principalement entre les deux fils de ce dernier, Oleg et Vladimir, tous deux lointains cousins de Roman). Roman profite de la fuite de Vladimir Iaroslavitch chez le roi Béla III de Hongrie, et obtient le soutien le Casimir II le Juste (en échange d'une reconnaissance de vassalité envers la Pologne), faisant une tentative avortée d’arracher Halych (la Galicie) aux boyards de la Rus'. Après la mort par empoisonnement d'Oleg Iaroslavitch, Roman Mstislavitch devient le nouveau prince d'Halych. Cet évènement a pour conséquence la levée d'une armée de Béla III de Hongrie pour tenter d'installer Vladimir sur le trône de Galicie, mais au lieu de cela, il fait proclamer son fils André II de Hongrie à la place. Roman est alors obligé de fuir vers ce qui est actuellement Volodymyr mais se voit refuser l'entrée par son propre frère Vsevolod. Il cherche ensuite de l'aide chez les Polonais dans la famille de sa mère, mais n'en obtient pas, avant d'ensuite réussir à trouver de l'aide chez son beau-père Rurik II de Kiev (père de Predslava, sa femme). Rurik l'aide finalement à chasser de Volhynie son frère Vsevolod et à récupérer ses territoires.
En 1188, Vladimir s’échappe de son donjon hongrois et en appelle à l’empereur Frédéric Barberousse, qui, occupé par les croisades, charge son vassal Casimir II le Juste de remettre Vladimir sur le trône. En 1189, Casimir envoie une armée pour accomplir sa mission et permet à l'Halych de s’affranchir de l’assujettissement hongrois et riourikide, mais perd également la suzeraineté sur cette principauté.
Le 17 mai 1195, son beau-père et cousin Rurik II de Kiev hérite de nombreux territoires en Ruthénie (Etat kiévien), et dirige désormais Torchesk, Tripolye, Korsoun, Bohouslav ainsi que Kaniv, qu'il échange plus tard avec son cousin Vsevolod le Grand Nid contre une somme d'argent conséquente et d'autres domaines. Vsevolod le Grand Nid donne ensuite Torchesk à son beau-fils, Rostislav Rurikovitch (le frère de la femme de Roman). Ayant appris la nouvelle, Roman accusa Rurik d'avoir tout manigancé pour donner le pouvoir à son fils depuis le début, avant de lui déclarer la guerre (aidé par son cousin Iaroslav Vsevolodovitch de Tchernigov, fils de Vsevolod II de Kiev). Les princes finissent par se réconcilier, et Rurik II donne alors à Roman la ville de Polonyy (au sud-ouest de Kamianets-Podilskyï) et des terres sur la rivière Ros.
Le 13 septembre 1195, il participe en Pologne à la bataille de la Mozgawa, et prend le parti du fils aîné de Casimir (mort depuis plus d'un an), Lech le Blanc (à la tête de l'armée de Petite-Pologne), contre Mieszko III le Vieux et les silésiens (à la tête de l'armée de Grande-Pologne). Cette bataille sanglante n'offre pas de vainqueur final, et a pour conséquence un démembrement toujours plus important de la Pologne.
Durant l'automne 1196, Roman Mstislavitch décide de se servir de Polonyy comme base arrière pour effectuer des raids sur les terres de David Rostislavitch de Smolensk, le frère de son beau-père, et celles de Rostislav Rurikovitch de Torchesk, son beau-frère. Pour se venger, Rurik décide d'envoyer son neveu Mstislav Mstislavich « le Téméraire » chez Vladimir Iaroslavitch d'Halych pour s'allier avec lui dans le but d'attaquer les terres de Roman. Une nouvelle guerre civile éclate alors, et Roman finit par répudier sa femme Predslava (qui est la fille de Rurik), menaçant de la confiner dans un monastère.

### Union des principautés de Galicie et Volhynie
Vers la fin de 1198 ou le début de 1199, Vladimir Iaroslavitch meurt, s'engageant alors une nouvelle guerre de succession, entre Hongrois, Polonais et certaines branches riourikides. En échange d'un traité de paix, de reconnaissance et d'aide envers le pouvoir de Lech le Blanc, il parvient avec l'aide de ce dernier à finalement prendre le pouvoir dans l'Halych (Galicie). S'appuyant sur les habitants des villes, sur des boyards dévoués et sur de bonnes relations avec les ducs Piasts, il crée en 1199 la principauté de Galicie-Vladimir en unissant la Volhynie et Halych, et après avoir été invité par les boyards de Galicie à occuper le trône. 
Roman gagne l’estime de ses sujets par ses victoires contre les Coumans (qui menacent les intérêts byzantins dans les Balkans), appelés aussi les Polovtses (1197-1198, 1201 et 1204), d'où il rentre à chaque fois avec de nombreux captifs libérés.
Roman « le Grand » bâtit un état puissant, signant un traité de paix avec la Hongrie et nouant même des relations diplomatiques avec l'Empire byzantin et l'Église de Rome. Ayant notamment aidé l'empereur byzantin Isaac II Ange contre les Polovtses, il épouse sa fille Euphrosyne en 1200.
Il commence ensuite à faire des dégâts sur les terres de Rurik II et d'autres princes (comme la branche des Olegovitch), entrant en campagne contre eux en 1201 avec le soutien d'une partie de la branche des Monomaque et des mercenaires Chorni Klobuky (peuple nomade).

### Règne sur Kiev

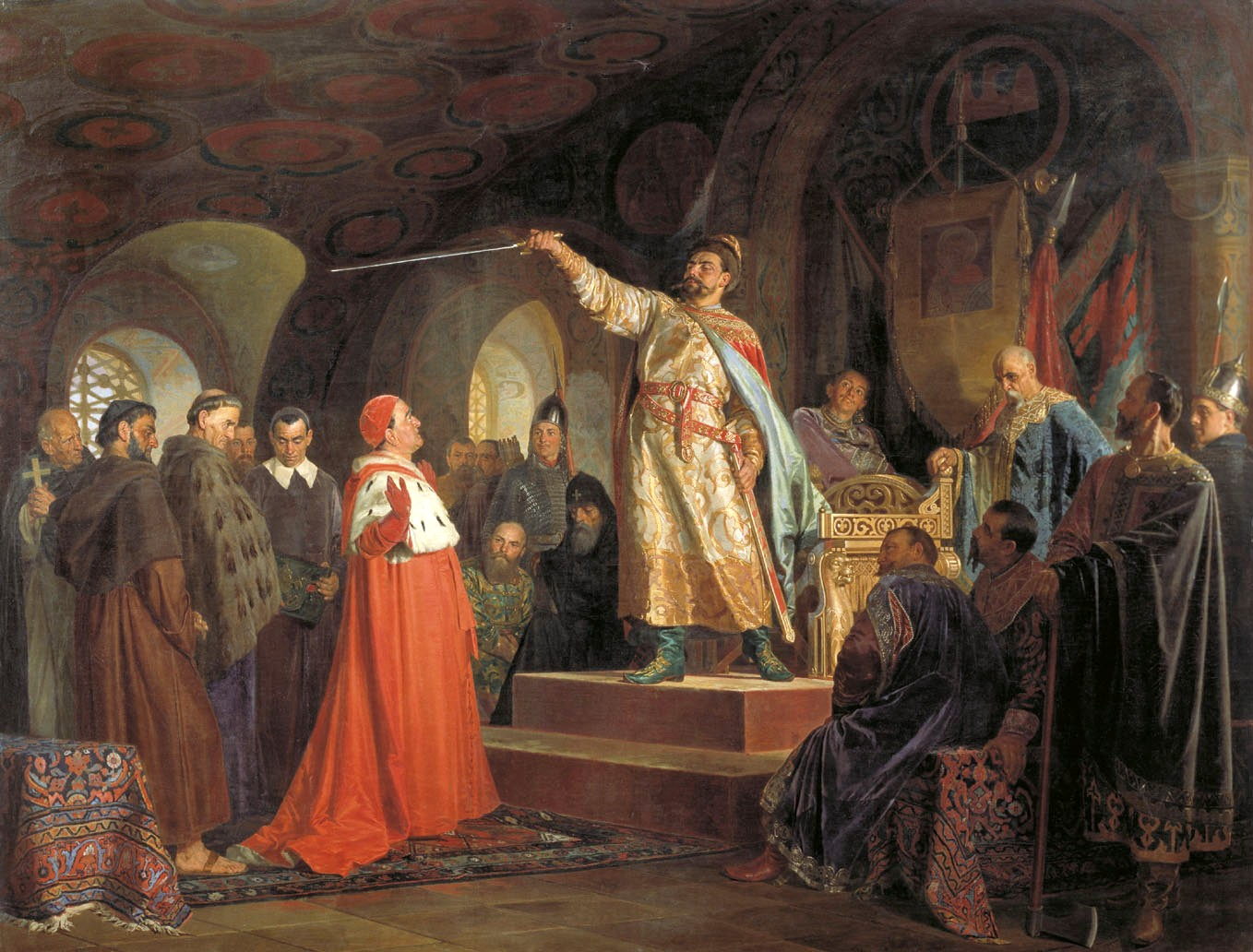
Roman Mstislavitch reçoit en audience un ambassadeur du pape Innocent III (tableau de Nikolaï Nevrev, 1875).

En 1201, les portes de Kiev s'ouvrent devant Roman, dont il s'empare et devient alors le souverain de tout le sud-ouest de la Ruthénie, qu’il avait réunifiée. Il force Rurik II et les Olegovitch à capituler. Avec le consentement de Vsevolod le Grand Nid, il donne la ville à son cousin Ingwar (qui est chassé de la ville par Rurik II le 2 janvier 1203).
Après avoir fait la paix avec les Olegovitch, Roman vers Rurik II à Ovroutch le 16 février 1203, et le bat. Il conclut alors la paix et demande alors à Vsevolod le Grand Nid de le réinstaller sur le trône de Kiev. Durant l'hiver 1203, il part une nouvelle fois en campagne aux côtés de Rurik II cette fois contre les Polovtses, rentrant avec de nombreux captifs. Après cela, les deux princes se rencontrent à Tripolye pour organiser leur défense respective des terres de la Rus', mais à la suite d'une querelle, Roman envoya Rurik II à Kiev et le fit tonsurer pour en faire un moine (il force également à devenir nonne la femme et la fille de Rurik II, son ex-femme), prenant avec lui ses deux fils Rostislav et Vladimir avec lui en Galicie.
Pourtant, les relations entre Roman le Grand et Lech le Blanc se détériorèrent (pour des raisons personnelles et religieuses). Lech le Blanc, fervent catholique, fut sans doute à l'origine de la tentative du Pape Innocent III d'envoyer des émissaires à Roman en 1204, pour tenter de le convertir à leur Église en lui promettant en échange de le placer sous la protection de l'épée de Saint Pierre. Selon les Chroniques de Radziwiłł, Roman le Grand aurait donc pointé son épée vers les ambassadeurs du Pape pour leur dire:

« L'épée du Pape est-elle semblable à la mienne? Tant que je porte la mienne, je n'en ai besoin d'aucune autre. »

À la suite de ces événements, Lech le Blanc et Conrad Ier de Mazovie se lancèrent en campagne contre Roman. En 1205, Roman le Grand lance une offensive contre la Pologne, mais est arrêté par les armées de Conrad de Mazovie et de Lech le Blanc. Il est finalement tué en passant la Vistule le 19 juin 1205 (à la Bataille de Zawichost).

## Famille

### Union et descendance
De son premier mariage avec Predslava, fille de Rurik II de Kiev, il a trois filles : 
- Fédora (morte après 1200), épouse Vasilko Vladimirovitch de Galicie ;
- Olena[10] (morte après 1241), épouse Michel Ier de Kiev ;
- Salomée (morte avant 1220), épouse Swantopolk Ier de Poméranie.

Marié en secondes noces en 1200 à Euphrosyne, fille de l'empereur byzantin Isaac II Ange, il a deux fils : 
- Daniel (1201–1264), roi de Galicie-Volhynie ;
- Vassilko (1203–1269), prince de Volhynie.

### Ancêtres[2]
|  |                                    |  |  |  |  |  |  |  |  |  |  |  |  |  |  |  |
|  | 16. Vladimir II Monomaque          |  |  |  |  |  |  |  |  |  |  |  |  |  |  |  |
|  |                                    |  |  |  |  |  |  |  |  |  |  |  |  |  |  |  |
|  |                                    |  |  |  |  |  |  |  |  |  |  |  |  |  |  |  |
|  | 8. Mstislav Ier Harald             |  |  |  |  |  |  |  |  |  |  |  |  |  |  |  |
|  |                                    |  |  |  |  |  |  |  |  |  |  |  |  |  |  |  |
|  |                                    |  |  |  |  |  |  |  |  |  |  |  |  |  |  |  |
|  | 17. Gytha de Wessex                |  |  |  |  |  |  |  |  |  |  |  |  |  |  |  |
|  |                                    |  |  |  |  |  |  |  |  |  |  |  |  |  |  |  |
|  |                                    |  |  |  |  |  |  |  |  |  |  |  |  |  |  |  |
|  | 4. Iziaslav II                     |  |  |  |  |  |  |  |  |  |  |  |  |  |  |  |
|  |                                    |  |  |  |  |  |  |  |  |  |  |  |  |  |  |  |
|  |                                    |  |  |  |  |  |  |  |  |  |  |  |  |  |  |  |
|  | 18. Inge Ier de Suède              |  |  |  |  |  |  |  |  |  |  |  |  |  |  |  |
|  |                                    |  |  |  |  |  |  |  |  |  |  |  |  |  |  |  |
|  |                                    |  |  |  |  |  |  |  |  |  |  |  |  |  |  |  |
|  | 9. Christine Ingesdotter           |  |  |  |  |  |  |  |  |  |  |  |  |  |  |  |
|  |                                    |  |  |  |  |  |  |  |  |  |  |  |  |  |  |  |
|  |                                    |  |  |  |  |  |  |  |  |  |  |  |  |  |  |  |
|  | 19. Hélène de Suède                |  |  |  |  |  |  |  |  |  |  |  |  |  |  |  |
|  |                                    |  |  |  |  |  |  |  |  |  |  |  |  |  |  |  |
|  |                                    |  |  |  |  |  |  |  |  |  |  |  |  |  |  |  |
|  | 2. Mstislav II Chobry              |  |  |  |  |  |  |  |  |  |  |  |  |  |  |  |
|  |                                    |  |  |  |  |  |  |  |  |  |  |  |  |  |  |  |
|  |                                    |  |  |  |  |  |  |  |  |  |  |  |  |  |  |  |
|  | 20. Frédéric Ier de Souabe         |  |  |  |  |  |  |  |  |  |  |  |  |  |  |  |
|  |                                    |  |  |  |  |  |  |  |  |  |  |  |  |  |  |  |
|  |                                    |  |  |  |  |  |  |  |  |  |  |  |  |  |  |  |
|  | 10. Conrad III de Hohenstaufen     |  |  |  |  |  |  |  |  |  |  |  |  |  |  |  |
|  |                                    |  |  |  |  |  |  |  |  |  |  |  |  |  |  |  |
|  |                                    |  |  |  |  |  |  |  |  |  |  |  |  |  |  |  |
|  | 21. Agnès de Franconie             |  |  |  |  |  |  |  |  |  |  |  |  |  |  |  |
|  |                                    |  |  |  |  |  |  |  |  |  |  |  |  |  |  |  |
|  |                                    |  |  |  |  |  |  |  |  |  |  |  |  |  |  |  |
|  | 5. Agnès de Staufen                |  |  |  |  |  |  |  |  |  |  |  |  |  |  |  |
|  |                                    |  |  |  |  |  |  |  |  |  |  |  |  |  |  |  |
|  |                                    |  |  |  |  |  |  |  |  |  |  |  |  |  |  |  |
|  | 22. Henri de Comburg               |  |  |  |  |  |  |  |  |  |  |  |  |  |  |  |
|  |                                    |  |  |  |  |  |  |  |  |  |  |  |  |  |  |  |
|  |                                    |  |  |  |  |  |  |  |  |  |  |  |  |  |  |  |
|  | 11. Gertrude de Comburg            |  |  |  |  |  |  |  |  |  |  |  |  |  |  |  |
|  |                                    |  |  |  |  |  |  |  |  |  |  |  |  |  |  |  |
|  |                                    |  |  |  |  |  |  |  |  |  |  |  |  |  |  |  |
|  | 23. Gepa de Mergentheim            |  |  |  |  |  |  |  |  |  |  |  |  |  |  |  |
|  |                                    |  |  |  |  |  |  |  |  |  |  |  |  |  |  |  |
|  |                                    |  |  |  |  |  |  |  |  |  |  |  |  |  |  |  |
|  | 1. Roman le Grand                  |  |  |  |  |  |  |  |  |  |  |  |  |  |  |  |
|  |                                    |  |  |  |  |  |  |  |  |  |  |  |  |  |  |  |
|  |                                    |  |  |  |  |  |  |  |  |  |  |  |  |  |  |  |
|  | 24. Casimir Ier le Restaurateur    |  |  |  |  |  |  |  |  |  |  |  |  |  |  |  |
|  |                                    |  |  |  |  |  |  |  |  |  |  |  |  |  |  |  |
|  |                                    |  |  |  |  |  |  |  |  |  |  |  |  |  |  |  |
|  | 12. Ladislas Ier Herman            |  |  |  |  |  |  |  |  |  |  |  |  |  |  |  |
|  |                                    |  |  |  |  |  |  |  |  |  |  |  |  |  |  |  |
|  |                                    |  |  |  |  |  |  |  |  |  |  |  |  |  |  |  |
|  | 25. Maria Dobroniega de Kiev       |  |  |  |  |  |  |  |  |  |  |  |  |  |  |  |
|  |                                    |  |  |  |  |  |  |  |  |  |  |  |  |  |  |  |
|  |                                    |  |  |  |  |  |  |  |  |  |  |  |  |  |  |  |
|  | 6. Boleslas III Bouche-Torse       |  |  |  |  |  |  |  |  |  |  |  |  |  |  |  |
|  |                                    |  |  |  |  |  |  |  |  |  |  |  |  |  |  |  |
|  |                                    |  |  |  |  |  |  |  |  |  |  |  |  |  |  |  |
|  | 26. Vratislav II de Bohême         |  |  |  |  |  |  |  |  |  |  |  |  |  |  |  |
|  |                                    |  |  |  |  |  |  |  |  |  |  |  |  |  |  |  |
|  |                                    |  |  |  |  |  |  |  |  |  |  |  |  |  |  |  |
|  | 13. Judith de Bohême               |  |  |  |  |  |  |  |  |  |  |  |  |  |  |  |
|  |                                    |  |  |  |  |  |  |  |  |  |  |  |  |  |  |  |
|  |                                    |  |  |  |  |  |  |  |  |  |  |  |  |  |  |  |
|  | 27. Adélaïde de Hongrie            |  |  |  |  |  |  |  |  |  |  |  |  |  |  |  |
|  |                                    |  |  |  |  |  |  |  |  |  |  |  |  |  |  |  |
|  |                                    |  |  |  |  |  |  |  |  |  |  |  |  |  |  |  |
|  | 3. Agnès de Pologne                |  |  |  |  |  |  |  |  |  |  |  |  |  |  |  |
|  |                                    |  |  |  |  |  |  |  |  |  |  |  |  |  |  |  |
|  |                                    |  |  |  |  |  |  |  |  |  |  |  |  |  |  |  |
|  | 28. Poppo de Berg                  |  |  |  |  |  |  |  |  |  |  |  |  |  |  |  |
|  |                                    |  |  |  |  |  |  |  |  |  |  |  |  |  |  |  |
|  |                                    |  |  |  |  |  |  |  |  |  |  |  |  |  |  |  |
|  | 14. Henri Ier de Berg-Schelklingen |  |  |  |  |  |  |  |  |  |  |  |  |  |  |  |
|  |                                    |  |  |  |  |  |  |  |  |  |  |  |  |  |  |  |
|  |                                    |  |  |  |  |  |  |  |  |  |  |  |  |  |  |  |
|  | 29. Sophie                         |  |  |  |  |  |  |  |  |  |  |  |  |  |  |  |
|  |                                    |  |  |  |  |  |  |  |  |  |  |  |  |  |  |  |
|  |                                    |  |  |  |  |  |  |  |  |  |  |  |  |  |  |  |
|  | 7. Salomé von Berg                 |  |  |  |  |  |  |  |  |  |  |  |  |  |  |  |
|  |                                    |  |  |  |  |  |  |  |  |  |  |  |  |  |  |  |
|  |                                    |  |  |  |  |  |  |  |  |  |  |  |  |  |  |  |
|  | 30. Diepold de Cham                |  |  |  |  |  |  |  |  |  |  |  |  |  |  |  |
|  |                                    |  |  |  |  |  |  |  |  |  |  |  |  |  |  |  |
|  |                                    |  |  |  |  |  |  |  |  |  |  |  |  |  |  |  |
|  | 15. Adélaïde de Mochental          |  |  |  |  |  |  |  |  |  |  |  |  |  |  |  |
|  |                                    |  |  |  |  |  |  |  |  |  |  |  |  |  |  |  |
|  |                                    |  |  |  |  |  |  |  |  |  |  |  |  |  |  |  |
|  | 31. Liutgarde de Zähringen         |  |  |  |  |  |  |  |  |  |  |  |  |  |  |  |
|  |                                    |  |  |  |  |  |  |  |  |  |  |  |  |  |  |  |
|  |                                    |  |  |  |  |  |  |  |  |  |  |  |  |  |  |  |